# Taste Media
Taste Media – wytwórnia płytowa oraz kompania producencka, która wypromowała takie zespoły jak Muse i Shed Seven.
Wytwórnia została założona przez Saftę Jaffery'ego,dawnego producenta Decca and Magnet Records, i Dennisa Smitha, właściciela studia Sawmill w Kornwalii w celu wsparcia nowego zespołu Muse, który to uprzednio wydał swoje nagrania pod szyldem innej wytwórni Smitha.
Podczas gdy Muse byli związani z Mushroom Records w Wielkiej Brytanii, Taste Records i Mushroom musiały dzielić się kolejnymi wydawnictwami grupy; późniejsze nagrania wydawane były niezależnie, jak np. album i singel Shed Seven z roku 2003.
Wydawnicza aktywność Taste zarządzana była przez siostrzaną kompanię, Taste Music, która posiada prawa do trzech pierwszych albumów Muse, a także do kompozycji Buffseeds, One Minute Silence i Sundae Club.